# Alsmicke (Bigge)
Die Alsmicke ist ein 2,3 Kilometer langer linker, westlicher Zufluss der Bigge.

## Geographie

### Verlauf
Die Alsmicke entspringt in einer Wiese südöstlich der Siedlung Fahrenschotten auf ca. 394 m.ü. NHN. Sie fließt von dort in östlicher Richtung, durchfließt diverse Fischteiche, unterquert die L512 und mündet auf 307 m.ü.NHN ca. 1 km südlich von Eichhagen in den Biggesee. Ihr Verlauf liegt mit Ausnahme eines kleinen Bereichs um ihre Mündung vollständig im Naturschutzgebiet Alsmicketal mit Hangwäldern, einem 27,98 ha großem Naturschutzgebiet.
Während das letzte Stücke des Bachbetts heutzutage bei Vollstau von den Wassermassen des Stausees bzw. des Olper Vorstaubeckens überspült ist, floss die Alsmicke früher noch 38 m weiter, bis sie in die Bigge einmündete.

### Zuflüsse
Die Alsmicke verfügt über folgende Zuflüsse:
- Ortsiepen (rechts), 0,12 km
- Zufluss (rechts), 0,05 km
- Zufluss (links), 0,36 km

### Ortschaften
Die Alsmicke durchfließt keine einzige Ortschaft.